# Pseudaspius
Pseudaspius is een geslacht van straalvinnige vissen uit de familie van eigenlijke karpers (Cyprinidae).

## Soort
- Pseudaspius leptocephalus (Pallas, 1776)